# Ligne La Chaux-de-Fonds – Le Noirmont – Glovelier
Pour les articles homonymes, voir Noirmont (homonymie).
La ligne La Chaux-de-Fonds – Le Noirmont – Glovelier est une des trois lignes ferroviaires qui composent les Chemins de fer du Jura (CJ), avec la ligne Le Noirmont – Tramelan – Tavannes et la ligne de Porrentruy à Bonfol.

## Historique

### SC: Saignelégier–Chaux-de-Fonds
C'est le 7 décembre 1892 que la Compagnie du chemin de fer Saignelégier – La Chaux-de-Fonds (SC) met en service la ligne à voie métrique entre La Chaux-de-Fonds (gare de l'Est), Le Noirmont et Saignelégier ; les trains sont tractés par des locomotives à vapeur. Le prolongement jusqu'à la gare du Jura–Simplon devra attendre le 28 novembre 1893 et la mise en service du pont rail-route de l'Hôtel-de-Ville, d'une longueur de 40 mètres. La ligne est construite à l'économie ; le tracé suit les courbes serrées du terrain et aucun ouvrage d'art important autre que le pont de l'Hôtel-de-Ville n'est construit.

### RSG: Régional Saignelégier–Glovelier
Le village (encore bernois) de Saignelégier sera relié par une autre ligne douze ans plus tard ; la Compagnie du chemin de fer Saignelégier – Glovelier (RSG) entre en service le 21 mai 1904. La ligne, également en traction à vapeur, est à voie normale, les rayons de courbes sont grands et les ouvrages d'art nombreux : pas moins de huit tunnels permettent au trains de sillonner les gorges du Tabeillon entre Glovelier et Bollement. De plus, afin de compenser un important dénivelé et d'adoucir ainsi les rampes, un rebroussement est construit à la Combe-Tabeillon.
La voie normale permet de mettre en service des trains directs depuis Bâle jusqu'à Saignelégier pour les jours de Marché-concours. Mais la construction a coûté cher. La compagnie est rapidement en difficultés financières et n'a plus d'autres choix que demander de l'aide à sa rivale. Les deux compagnies font direction commune dès 1906.

### TBN et CTN au Noirmont
Dès le 16 décembre 1913, le SC doit partager la plateforme de la gare du Noirmont avec un nouveau venu : la Compagnie du chemin de fer Tramelan – Breuleux – Noirmont (TBN), qui est mue par l'électricité. Le TBN fusionnera en 1927 avec le Chemin de fer Tramelan – Tavannes (TT) pour devenir le Chemin de fer Tavannes – Le Noirmont (CTN).

### CJ: Chemins de fer du Jura
Les compagnies SC, RSG, CTN et RPB fusionneront au 1er janvier 1944 et deviendront les Chemins de fer du Jura.
Afin d'unifier le matériel roulant, il est décidé de tout exploiter par des trains électriques à voie métrique, à l'exception du Porrentruy–Bonfol. Le choix du courant de traction est dicté par le fait que la ligne du Noirmont à Tavannes est déjà alimentée en courant continu avec une tension de 1500 volts. Au soir du 8 mai 1948, le dernier train à voie normale quitte Saignelégier ; dès le lendemain, on commence à déferrer la ligne. Les travaux prendront cinq ans, durant lesquels la voie est convertie à l'écartement métrique et la ligne de contact est mise en place ; le tracé reste toutefois pratiquement identique et le rebroussement de Combe-Tabeillon subsiste encore aujourd'hui. Le premier convoi empruntera le tronçon le 4 octobre 1953.
Quelques mois plus tôt, le tronçon entre Saignelégier et La Chaux-de-Fonds, dès l'origine à voie métrique, aura vu son premier train mû par l'électricité le 13 mars de la même année.
Dans les années 70 et 80, d'importants travaux sont réalisés entre La Cibourg et le Seignat, et entre La Chaux-d'Abel et Les Bois, afin d'augmenter les rayons de courbure du tracé et permettre des vitesses supérieures. Avec le même objectif, le pont de la Ferrière est construit en 1979.

## Chronologie
- 07.12.1892 : mise en service La Chaux-de-Fonds-Est – Le Noirmont – Saignelégier (25.36 km)
- 28.11.1893 : mise en service La Chaux-de-Fonds – La Chaux-de-Fonds-Est (1.08 km)
- 21.05.1904 : mise en service Saignelégier – Glovelier (24.89 km)
- 01.01.1944 : fusion des SC, RSG, CTN et RPB, naissance des Chemins de fer du Jura
- 08.05.1948 : suppression du service Saignelégier – Glovelier, travaux pour mise à voie métrique et électrification
- 13.03.1953 : électrification La Chaux-de-Fonds – Saignelégier
- 04.10.1953 : remise en service Saignelégier – Glovelier

## Changements de nom des gares
Plusieurs arrêts ont changé de nom au cours des ans, à date(s) inconnue(s) (peut-être entre 1948 et 1953, lors de la rénovation de la ligne et du changement d'écartement) :
- Pré-Petitjean s'appelait à l'origine Montfaucon
- La Combe s'appelait Lajoux
- Bollement s'appelait Saulcy
- Le Fondeval s'appelait Saint-Brais

## Kilométrage
Le kilomètre zéro de la ligne est situé à Tavannes, sur la ligne de Tavannes au Noirmont. Le choix est dicté par le lieu d'implantation de la direction des Chemins de fer du Jura.

## Trafic de wagons complets à voie normale
Les CJ assurent le trafic de wagons complets en collaboration avec CFF Cargo. Ces wagons, équipés d'essieux pour la voie normale, sont transportés sur les lignes à voie métrique sur des chariots porteurs, appelés aussi trucks. Le système a été mis en service en mai 1915.
Des fosses à trucks ont été installées à 
- La Chaux-de-Fonds (mai 1915, démontée en 2010) ;
- Glovelier (en service dès le 4 octobre 1955) ;
- Tavannes (ligne Le Noirmont – Tavannes, dès le 1er mai 1921).

Depuis, des essais ont été entrepris afin d'envisager la suppression de trucks au profit de rollbocks, plus flexibles. Le projet est resté sans suite.